# Perry McGillivray
Perry McGillivray (Chicago, Illinois, 5 d'agost de 1893 – Maywood, Illinois, 27 de juliol de 1944) va ser un nedador i waterpolista estatunidenc que va competir a començaments del segle xx.
El 1912 va prendre part en els Jocs Olímpics d'Estocolm, on disputà dues proves del programa de natació. En els relleus 4x200 metres lliures guanyà la medalla de plata, compartint equip amb Kenneth Huszagh, Harry Hebner i Duke Kahanamoku, mentre en els 100 metres lliures quedà eliminat en semifinals.
Vuit anys més tard, una vegada finalitzada la Primera Guerra Mundial, va prendre part en els Jocs d'Anvers, on disputà dues proves del programa de natació i al competició de dues proves del programa de waterpolo. En natació guanyà la medalla d'or en els relleus 4x200 metres lliures, formant equip amb Pua Kealoha, Norman Ross i Duke Kahanamoku. En els 100 metres esquena fou quart, i en el waterpolo sisè.
Des de 1981 forma part de l'International Swimming Hall of Fame.